# 根本説一切有部律
根本説一切有部律（こんぽんせついっさいうぶりつ、Mūlasarvāstivāda vinaya）とは、仏教に伝わる律（vinaya）典籍の1つ。その名の通り、上座部系の根本説一切有部（Mūlasarvāstivāda）という部派の律である。この部派は説一切有部（『十誦律』はこの部派のものとされる）よりは後に成立したことは分かっているものの、その詳細や説一切有部との関係は明らかになっていない。
漢訳における比丘の戒律は249条ある。義浄訳の『根本説一切有部毘奈耶』だけで五十巻あり、さまざまな仏教説話を収録した大部の律文献である。
上座部仏教（南伝仏教）のパーリ語経典に伝わる『パーリ律』、中国仏教（北伝仏教）に伝わる『四分律』『五分律』『十誦律』『摩訶僧祇律』（以上、「四大広律」）と並び、現存する6つの律の内の1つ。チベット仏教や高野山真言宗において継承・採用されている。
チベット大蔵経に収録されている。漢訳の大蔵経には、義浄訳の『根本説一切有部毘奈耶』関連の典籍が収録されている（大正新脩大蔵経1442-1459番・律部）。（ちなみに、唐招提寺にある『根本説一切有部戒経』等は、国の重要文化財に指定されている。）